# 默爾凱納滕峰
71°52′S 10°34′E / 71.867°S 10.567°E
默爾凱納滕峰（英語：Mørkenatten Peak）是南極洲的山峰，位於東部南極洲的毛德皇后地，是奧爾萬山脈中謝爾巴科夫山脈的一部分，處於切爾沃夫峰以南1.9公里，海拔高度2,515米。